# Dehn (finnisch-russisches Adelsgeschlecht)

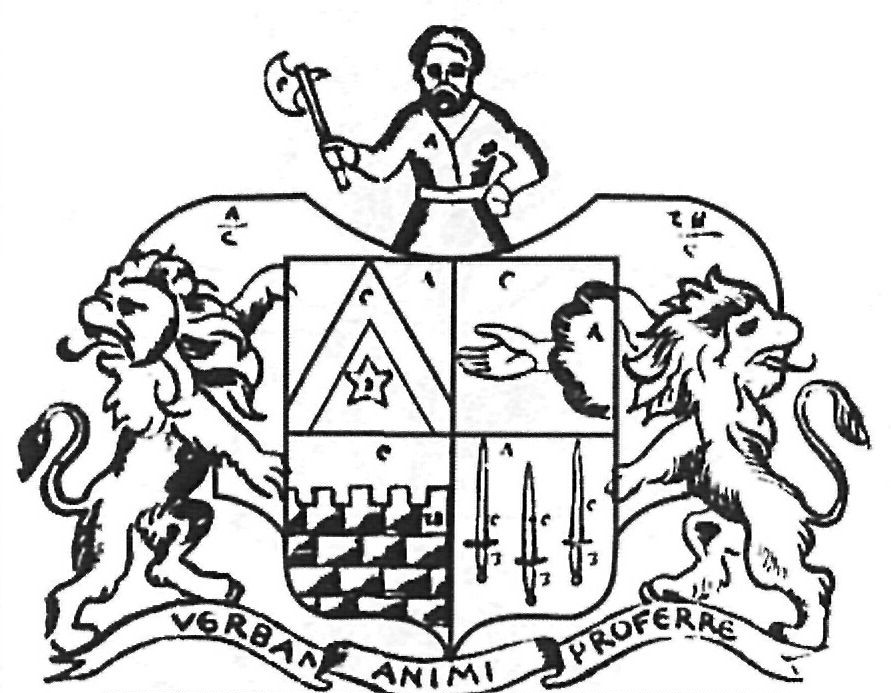
Wappen des finnischen Zweiges

Dehn, deren Name auch mit Daehn angegeben wird, ist der Familienname eines finnisch-russischen Adelsgeschlecht, dessen Ursprung in Braunschweig lag. Im Russischen Kaiserreich waren sie im Staats- und Militärdienst besonders aktiv. Es bestehen keine genealogischen Verbindungen zu den anderen baltischen Familien „von Dehn“.

## Geschichte
Der Herkunftsort Braunschweig wird auf Samuel von Dehn (1710–1782) zurückgeführt, der als Sekretär des  Anton Ulrich Prinz von Braunschweig-Wolfenbüttel (1714–1774), mit diesem aus Braunschweig nach Russland gekommen war. Er wurde in Sankt Petersburg sesshaft. Samuels Sohn Johann Samuel (1758–1814) siedelte sich in Sippola (Finnland) an, dessen drei Söhne Johann Jakob, Alexander Gustav und Karl Leopold wurden am 26. Juni 1836 im finnländischen Ritterhaus unter der Nummer 199 introduziert. In ihrem Wappen führten sie ebenso wie die Revaler von Dehn einen Sparren, über dem Sparren noch einen Stern und auf dem Helme einen Scharfrichter, welche im baltischen Wappen fehlen.
Trotz dieser Indizien ist eine Verwandtschaft mit den anderen baltischen Adelsgeschlechtern von  Dehn nicht nachweisbar. Die finnischen Dehn behaupteten jedoch, dass ein aus Reval stammender Dehn sich in Finnland angesiedelt habe, als er nach finanzieller Unterstützung anfragte und diese ihm versagt worden sei habe er sich vom baltischen Zweig gelöst und seitdem den Namen «Daehn» benutzt.

## Stammtafel
Samuel von Daehn (* 1710 in Niedersachsen, vermutlich Braunschweig; † 1782 in Sankt Petersburg) ⚭ Elisabeth Michel (1724–1815)
- Johann Samuel von Daehn (* 1758 in Sankt Petersburg; † 1814 in Sippola), Hofrat ⚭ Katharina von Brandt (1764–1827), dessen drei Söhne wurden 1836 in das finnländische Ritterhaus aufgenommen
  - Johann Jakob von Daehn (Ivan Ivanovich Den, * 1785 in Sippola; † 1859 in Kozienice), General-Ingenieur, Mitglied des russischen Staatsrates  ⚭ Katharina Lenewski-Wolk
    - Wladimir Iwanowitsch von Daehn (Владимир Иванович фон Ден, * 1823 in Kozience; † 1888 Weichselland), Generalleutnant, Gouverneur der Provinz Kursk, Senator  ⚭ Anna Wonlar-Larsky (1834–1902), 2 Töchter
    - Iwan Iwanowitsch Daehn (1830–1884), Kommandeur des Omsker Infanterie-Regiments

  - Alexander Gustav von Daehn (1788–1855) ⚭ Maria Amalia von Wilde (1802–1851)
    - Woldemar Carl von Daehn (* 1838 in Sippola; † 1900 in Rom), General der Infanterie, Staatssekretär des Großherzogtum Finnland, Gouverneur von Wyborg ⚭ Fürstin Nina Światopolk-Mirski (1852–1926)
      - Dmitri Wladimirowitsch Daehn (1874 in Kaukasien – 1937 in Rom) ⚭ Sofia Wladimirowitsch Tschermentewa (* 1883)
      - Alexander Wladimirowitsch Daehn (1877 in Tiflis – 1904 in der Mandschurei)
      - Nikolai Wladimirowitsch Daehn (1880 in Stavropol – 1905 in Tsushima Japan)
      - Pjotr Wladimirowitsch Daehn (1882 in Björkö – 1971 in Rom) ⚭ Ketevara Stariselski (* 1879)

  - Karl Leopold von Daehn (1807–1881)

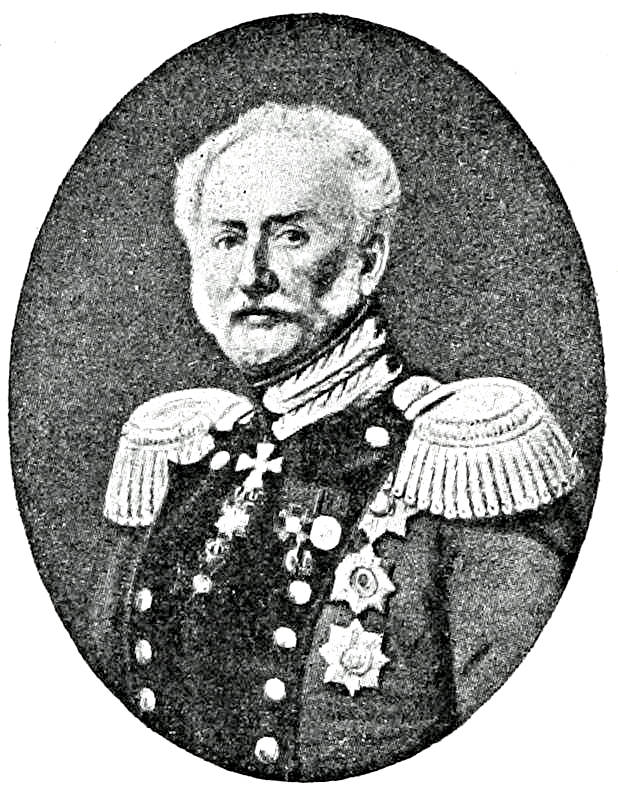
Johann Jakob von Daehn(1785 -1859)
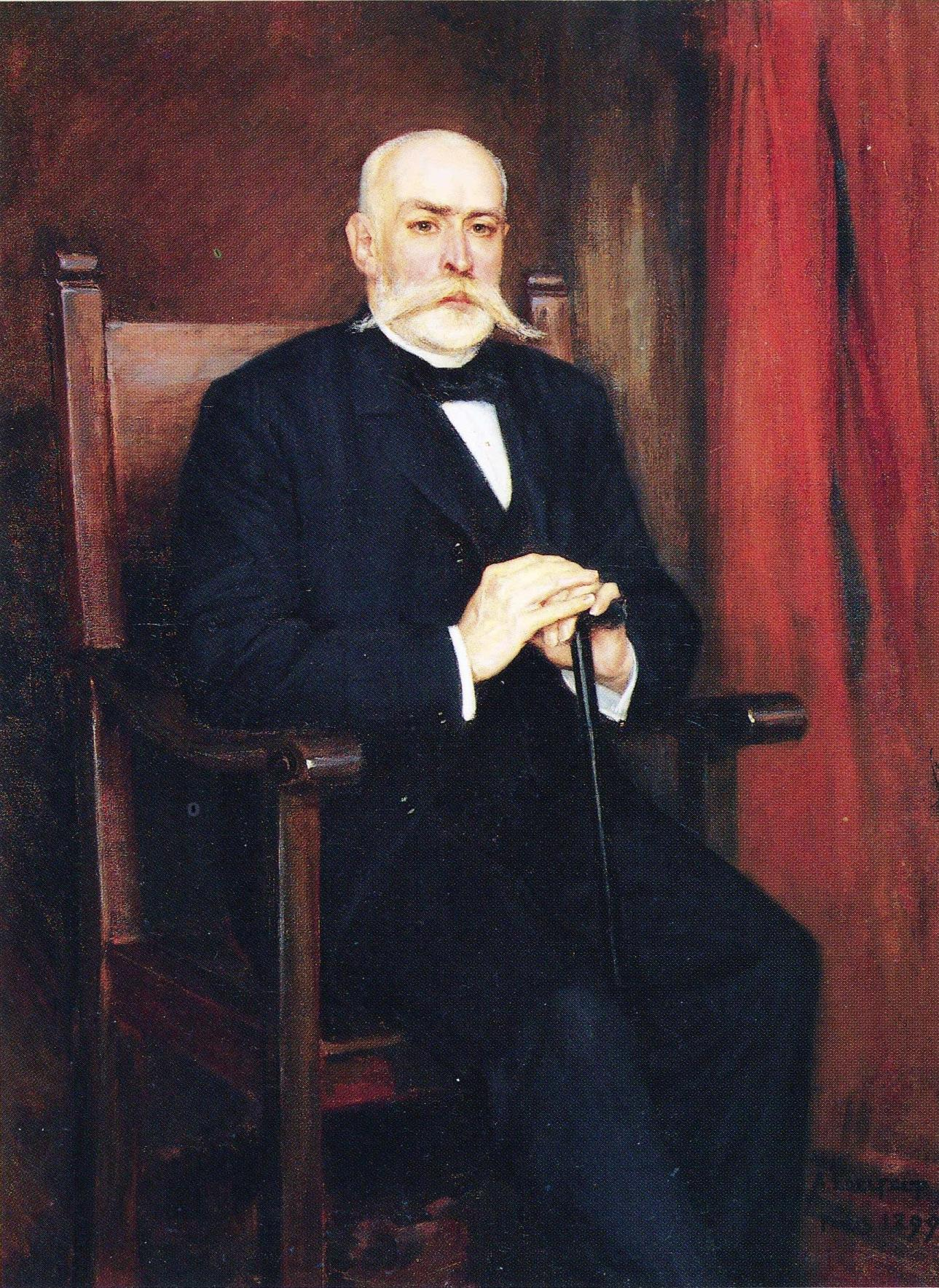
Woldemar Carl von Daehn (1838 – 1900)